# Lopo Homem
Lopo Homem (ante 1497 – post 1572) è stato un cartografo portoghese del XVI secolo.

Brasile nell'Atlante Miller del 1519.

Grande cartografo portoghese del XVI secolo. Fu cosmografo della casa reale. Sappiamo che nel 1565 risiedeva a Lisbona. Tra i suoi lavori, il più antico è un planisfero datato 1519. A questo segue il planisfero, datato 1554, posseduto dal Museo Galileo di Firenze. Ebbe un figlio, Diogo, anch'egli cartografo, che visse e lavorò in Inghilterra e a Venezia.